# 文芸実験室
文芸実験室（ぶんげいじっけんしつ）は、芸術文化振興（特に演劇分野の振興）を目的として2000年1月1日に設立された芸術文化団体である。創立者は大上貴摩瑳。

## 主な活動
- 芸術振興に関わるイベントの開催。
- 各種助成金に関する研究。
- 芸術団体の広報協力。
- 芸術団体の助成申請に関する助言。

## 活動実績
- 2011年
  - 5月28日（土） - 円融寺ライブ企画
  - 6月1日・2日 - 柏スタジオ・ウー流山児★事務所『夢謡話浮世根問』宣伝協力・当日スタッフ
  - 8月6日 - 目黒円融寺にて、流山児★事務所公演『花札伝綺』（作：寺山修司）企画。
- 2012年
  - 2月 - 万有引力『奴婢訓』（世田谷パブリックシアター・シアタートラム）宣伝協力
  - 3月 - 第二回円融寺ライブ 題字取得・めぐろまちづくり観光協会後援取得等の協力
  - 7月 - 万有引力公演『怪人フーマンチュー』宣言協力・撮影補
  - 10月 - 流山児★事務所リーディング公演『浮世混浴☆鼠小僧次郎吉』（作：佐藤信）に、キャスティング協力（青二プロダクション・寺瀬今日子の出演斡旋）
  - 10月 - 井内俊一演出『十月の蛸』公演 ホームページ等宣伝協力
- 上記以前の活動
  - 『メルマガ声優舞台』刊行。声優の舞台出演情報メルマガで、演劇界の活性化をはかる（当時演劇系最大級登録者数）
  - ウェブインタビュー - ミュージカル女優麻生かほ里（『ナースエンジェルりりかSOS』りりか、『こちら葛飾区亀有公園前派出所 (アニメ)』麻里愛など声優としても有名）、 流山児☆事務所・流山児祥など取材
  - 稽古場インタビューインターネット放送（株式会社まんだらけと共同事業）
  - 岸野組（戸田恵子さん等インタビュー）
  - カムカムミニキーナ（八嶋智人さん、客演の松田洋治（『もののけ姫』アシタカの声やドラマ『親子ゲーム』で有名）等インタビュー）
  - 流山児★事務所 - 『書を捨てよ町へ出よう』稽古場取材（自由劇場の立ち上げメンバーでも有名な故・観世栄夫氏、状況劇場の伝説俳優・大久保鷹氏、旧・惑星ピスタチオ保村大和氏等インタビュー）
  - BQMAP（竹内順子さん、前田剛さん等インタビュー）
  - ミツヤプロジェクトインタビュー（三ツ矢雄二氏（『タッチ』上杉達也役などで有名）、田村連氏（『スーパーカムパニィ』の看板役者）、松野太紀氏（アニメ『金田一少年の事件簿』金田一役などで有名）等インタビュー）
  - TEAM 発砲・B・ZIN（主要メンバー+客演のカムカムミニキーナ山崎樹範氏などインタビュー）
  - 舞台ネット放送企画（いづれも株式会社まんだらけのネット放送番組内企画）
  - BQMAP『月感アンモナイト』『プリオシンの流骨』『風雲天狗』
  - TEAM発砲B-ZIN『ゴメンバー』
- その他
  - 流山児★事務所公演『書を捨てよ街へ出よう』のWEB制作、並びに集合地道案内型チケットA地点（まんだらけ新宿店）確保。（古川社長完全協力で、店舗内を怪しい恰好の役者が歩き回る。）
  - 声優イベントの企画・開催（扉座舞台観劇後イベント・仲尾あづささんを中心にして）、等